# いなみ野ため池ミュージアム
いなみ野ため池ミュージアム（いなみのためいけミュージアム）とは、日本には約21万箇所のため池が現存する中で5万箇所弱を擁する、日本で最多の都道府県である兵庫県の、東播地方のため池群を包括して1つの展示物として見立て、ため池群全体を範囲とした博物館である。
ため池の環境を保存すべく、以下に述べる広域的な協議会により積極的な活動を行い、親水や保全・研究活動が行われている。2010年3月25日には、いなみ野ため池ミュージアムとして農林水産省のため池百選に選定された。加えて、文化庁の「文化的景観180カ所」や地球環境関西フォーラムの「関西自然に親しむ風景100選」、「疏水百選」に選定され、「近代化産業遺産」にも認定された。

## いなみ野ため池ミュージアム協議会
一級河川の加古川と二級河川の明石川に挟まれた印南野台地を中心とする地帯に密集する約600箇所のため池群を中心に、2007年3月25日に、いなみ野ため池ミュージアム協議会が設立された。いなみ野ため池ミュージアムが対象とする、ため池が点在する範囲は明石市、加古川市、高砂市、稲美町、播磨町にわたる。

## 主なため池
- 明石市
  - 釜谷池・稲葉池・中笠池・岩蛇池・大池・皿池・新池
- 加古川市
  - 寺田池（寛平年間に作られたとされる[4]。ため池百選に選出された。）・駅ヶ池（まきがいけ、836年に作られたとされる[4]。）・野田池・峠の池
- 高砂市
  - 堂池・市ノ池・阿弥陀新池
- 稲美町
  - 天満大池（ため池百選）・加古大池（兵庫県下最大のため池)・琴池・跡池・溝ヶ沢池・内ヶ池・入ヶ池[注釈 1]・和田新池
- 播磨町
  - 北池・秋ヶ池・大池・石ヶ池

## 疏水百選
- 淡河川疏水・山田川疎水 - 共に疏水百選に選定されている。

## 近代化産業遺産
- いなみ野灌漑関連遺産[5]

## 生物相
東播地方のため池はカモやコハクチョウの越冬地でもある。さらにダルマガエル、カガブタ、車軸藻類、オニバス等の絶滅危惧種も生息している。ため池の周囲の土手の中には兵庫県の県花に指定されているノジギクが自生している箇所もある。このため、いなみ野ため池ミュージアム協議会において、自然形態の保全や研究がなされている。